# مذبحة بوسطن

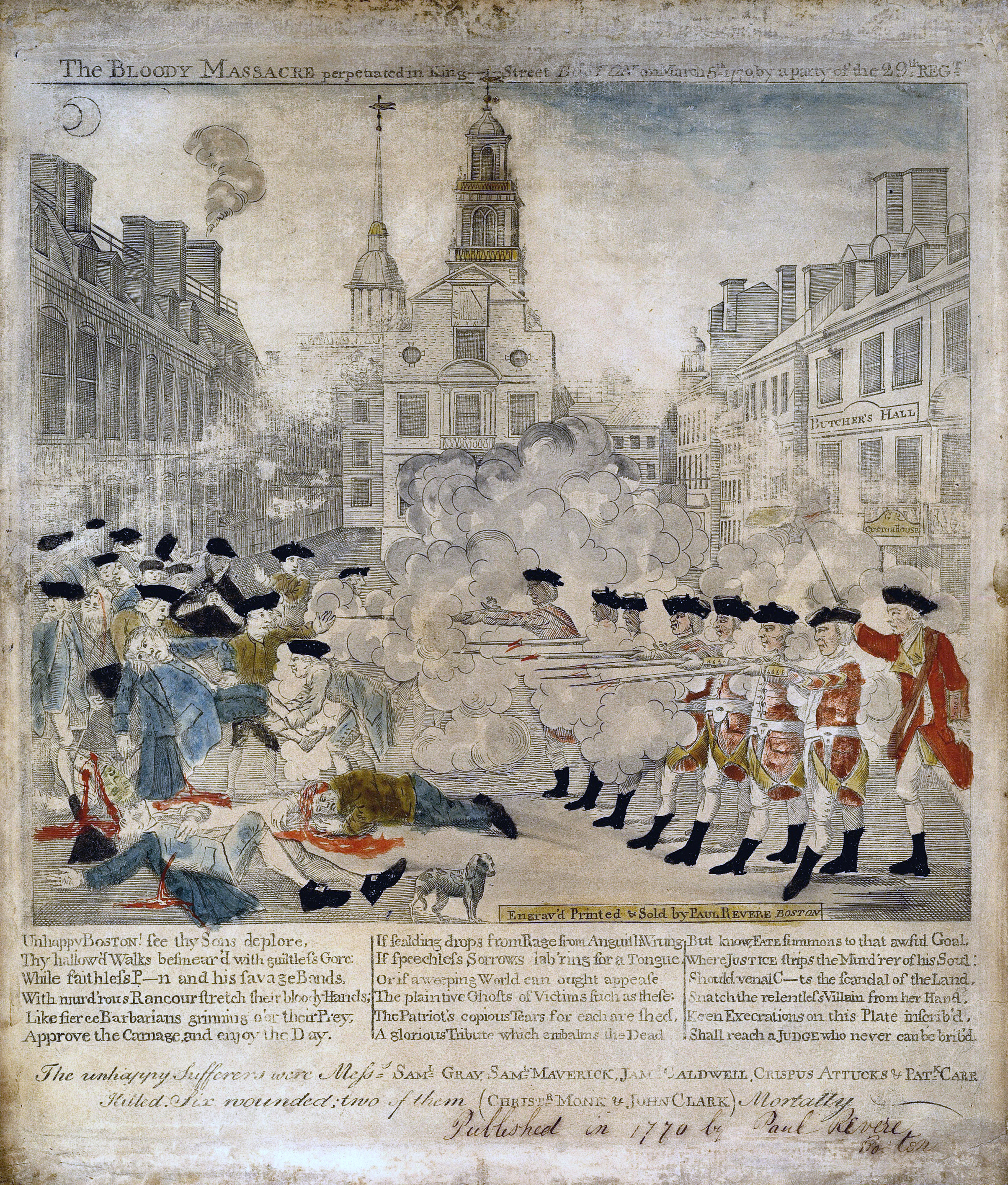
وكان هذا الوصف الشهير المحفور في الحدث قبل بول ريفير (على أساس الرسم قبل هنري بيلهام)، لونوا قبل Christian Remick، وطباعتها من قبل :en:Benjamin Edes. مبنى المقر القديم للحكومة المستعمرة البريطانية يصور في الخلفية.

مذبحة بوسطن حدثت في 5 مارس عام 1770، عندما أطلق جنود بريطانيون النار على بعض الأمريكيين وقتلوا خمسة منهم. كانت هذه الحادثة من الأحداث المهمة التي أدت إلى اندلاع الثورة الأمريكية ضد بريطانيا و كان اهم الحاضرين قاتل من اصول الهنود الحمر معروف باسم كونر

## الثورة الأمريكية
اندلعت الثورة الأمريكية (1775 - 1783م) ضد بريطانيا، وأدت إلى ميلاد دولة جديدة باسم الولايات المتحدة. مما أدى إلى بدأ الحرب بين بريطانيا والمستعمرات الثلاث عشرة الممتدة على ساحل المحيط الأطلسي في أمريكا الشمالية.
بدأت الحرب في 19 أبريل 1775م عندما اصطدم البريطانيون بالثوار الأمريكيين في مدينتي لكسنجتون وكونكورد في ماساتشوستس، واستمرت ثماني سنوات وانتهت في 3 سبتمبر 1783م، عند توقيع معاهدة باريس بين بريطانيا والولايات المتحدة التي اعترفت فيها بريطانيا باستقلال الولايات المتحدة.

## أسباب الحرب وخلفياتها
كان النفوذ البريطاني في أمريكا الشمالية في أوجه قبل الثورة الأمريكية بسنوات قليلة. فقد تغلبت بريطانيا في حربها مع الفرنسيين والهنود الحمر، وكانت المعاهدة التي أنهت الحرب قد ضمنت لبريطانيا معظم الأراضي التي كانت بيد الفرنسيين في أمريكا الشمالية التي كانت تمتد من جبال الأبلاش في الشرق إلى نهر المسيسيبي، ومن ضمنها رقعة واسعة في كندا. كان معظم أهل المستعمرات الأمريكيين يفخرون بانتمائهم إلى الإمبراطورية البريطانية، في وقت كانت تُعتبر فيه أقوى الإمبراطوريات في العالم.
كان من حق المستعمرات أن تنتخب ممثليها لجمعية تشريعية تقوم بسن القوانين وفرض الضرائب، ولكن حاكم المستعمرة كان له حق نقض أي من تلك القوانين. وكانت بريطانيا تأمل من المستعمرات الأمريكية أن تخدم مصالحها الاقتصادية وقد رضيت المستعمرات بذلك بصورة عامة. والمثال على ذلك أنها امتنعت عن صنع المواد والسلع المنافسة لمثيلاتها البريطانية.

### تغير السياسة البريطانية
بدأت بريطانيا بتغيير سياستها بعد الحرب الفرنسية والهندية، وذلك بتشديد قبضتها على مستعمراتها الشاسعة في أمريكا، فصوت برلمانها على وجود جيش مرابط في أمريكا الشمالية. وصدر قانون يلزم المستعمرات بأن تؤمن لذلك الجيش الثكنات والتجهيزات كما صدر قرار بتخصيص أراضٍ واقعة غرب جبال الأبلاش لإسكان الهنود، ومنع البيض من إنشاء مستوطنات لهم في تلك الأراضي، وتعيين الحراس لإبعاد المستوطنين عنها. لقد اغتاظ المستوطنون من هذا القرار قائلين بأنه لا يحق لبريطانيا أن تمنعهم من الاستيطان، كما أن الكثيرين منهم كانوا يطمعون في تحقيق أرباح لهم في شراء الأراضي في الغرب.

### قانون الطابع
رأت بريطانيا ضرورة مشاركة أهل المستعمرات في تحمل نفقات جيوشها في أمريكا، فأصدرت في سنة 1765م قانونًا عرف بقانون الطابع، بموجبه تُدفع رسوم على الصحف وورق اللعب والشهادات العلمية والعديد من المستندات الرسمية على غرار ما كان معمولاً به في بريطانيا.
اندلعت أعمال الشغب في المستعمرات احتجاجًا على هذا القانون، ورفض الناس السماح ببيع تلك الطوابع متعللين بأنه لا يحق لمجلس البرلمان البريطاني أن يفرض ضرائب على المستعمرات، لاعتقادهم بأن ذلك هو من حق هيئتهم التشريعية التي انتخبوها. وقرر التجار في جميع الموانئ أنهم سيقاطعون البضائع البريطانية ما لم يقم مجلس البرلمان بإلغاء ذلك القانون. وقد ألغى مجلس البرلمان قانون رسم الطابع في السنة التالية مصدرًا قرارًا آخر يجعل للملك والبرلمان الحق التشريعي في إصدار القوانين الخاصة بالمستعمرات في كل المسائل.

### قانونا تاونزهند
أصدر البرلمان البريطاني بعد ذلك قانوني تاونزهند، نسبة إلى وزير الخزانة آنذاك، فَرَض أحدهما ضريبة على الرصاص والأصباغ والورق والشاي كما فرض الآخر إنشاء مكتب للجمارك لجمع الضرائب في بوسطن. وتسبب القراران في تجدد الاحتجاجات التي ألغيت على أثرها تلك الضرائب باستثناء الضريبة المفروضة على الشاي. وخرجت المظاهرات ضد الضريبة مرة أخرى ولا سيما في مدينة بوسطن، فتصدى الجنود البريطانيون للمتظاهرين وقتلوا منهم خمسة أشخاص. وقد سمى الأمريكيون هذا الهجوم مذبحة بوسطن.

### قانون الشاي
بدأ الأمريكيون يُهرِّبون الشاي من هولندا لتلافي دفع ضريبته، وكانت شركة الهند الشرقية البريطانية الممولة للشاي إلى المستعمرات، قد أصيبت بأضرار بسبب المقاطعة والتمست المساعدة من البرلمان، فقرر تخفيض الرسوم فاستطاعت الشركة أن تخفض سعر الشاي إلى مستوى أدنى من سعر الشاي المهَّرب، غير أن المستوطنين استمروا في المقاطعة، ورفض التجار بيعه وقام عدد من أهالي بوسطن متنكرين في أزياء هندية بالهجوم على السفن المحملة بالشاي في الميناء، وألقوا بشحناتها في الماء. وعرفت هذه العملية ببوسطن تي بارتي.

### القوانين القسرية
غاظ ذلك الملك جورج الثالث ووزراءه فأصدروا عددًا من القوانين في 1774 سماها الأمريكيون القوانين غير المحتملة، من بينها قانون يأمر بإقفال ميناء بوسطن إلى أن يدفع الأهالي قيمة الشاي الذي أتلفوه، وقانون آخر أوقف فعاليات الهيئة التشريعية في ماساشوسيتس وتوسيع صلاحيات حاكمها البريطاني.

### الكونجرس القاري الأول
عقد الكونجرس القاري الأول اجتماعًا في فيلادلفيا من 5 سبتمبر إلى 26 أكتوبر 1774 وصوت لصالح قطع العلاقات التجارية مع بريطانيا ما لم تقم بإبطال القوانين القسرية، كما وافق على اقتراح بقيام المستعمرات بتدريب رجالها على فنون الحرب. ولم يتطرق أي من الوفود إلى موضوع الاستقلال.

## بداية الحرب
كان الدفاع عن الأمريكيين في بداية الحرب موكولاً إلى الجيش الوطني أو الميليشيات التي تطورت وأصبحت جيشًا منظمًا تحت اسم الجيش القارِّي بقيادة جورج واشنطن، واعتمد البريطانيون على جيش رسمي وعلى مجموعة من المرتزقة من ألمانيا.
معركة بنكرهل كانت أول معركة رئيسية أثناء الثورة الأمريكية. وكان البريطانيون يتوقعون تحقيق نصر سريع، إلا أنهم أُجُبروا على التراجع مرتين تحت تأثير نيران البنادق التي كانت تنصب عليهم من فوق التل الحصين. وقد تم إجلاء الأمريكيين عن التل بعد أن نفدت ذخيرتهم.
في شهر فبراير 1775 أعلن البرلمان البريطاني أن ماساشوسيتس منطقة عصيان، وقرر القائد البريطاني الجنرال جيج وبصحبته 700 جندي الاستيلاء على مخازن الأسلحة والبارود الموجودة لدى الثوار في مدينة كونكورد قرب بوسطن، فتصدى له عدد من أفراد الميليشيات المدربين وفقد الجنرال خلال هذه الحملة 250 جنديًا، في حين بلغت خسائر الأمريكيين 90 مقاتلاً.
انتشرت أخبار المصادمات بين الطرفين، وأخذ رجال الميليشيات في أنحاء نيو إنجلاند أسلحتهم واحتشدوا خارج مدينة بوسطن. هاجم البريطانيون تحصينات الأمريكيين قرب بوسطن، واستطاع هؤلاء صد ثلاث هجمات بريطانية قبل أن تنفد ذخائرهم، وخلال الهجوم الثالث للبريطانيين أُجبر الأمريكيون على الفرار، وكانت هذه المعارك التي سميت باسم بنكرهل أكثر المعارك دموية، إذ بلغت خسائر البريطانيين أكثر من ألف رجل، وخسائر الأمريكيين أربعمائة مقاتل بين قتيل وجريح.

## إخلاء بوسطن
على إثر انتصار الأمريكيين على الحاميتين البريطانيتين في فورت تيكونديروجا وكراون بوينت في نيويورك في عام 1775م، استطاعوا الحصول على كميات كبيرة من المدافع، تم توجيهها نحو بوسطن في أواخر 1775م، مما أجبر قائد الجيش البريطاني في المدينة الجنرال هاو على إخلائها والانتقال إلى كندا في مارس 1776م.

## إعلان الاستقلال
خلال انعقاد المؤتمر القاري الثاني في مايو 1775م، كان عدد قليل من الوفود يرغب في الانفصال عن البلد الأم. وقد وافق المؤتمر على تقديم التماس غصن الزيتون الذي عبر فيه الموفدون عن إخلاصهم للملك جورج الثالث وعن رغبتهم في أن يسعى الملك إلى معالجة شكاواهم. تجاهل الملك هذا الالتماس معلنًا أن جميع المستعمرات إنما هي في حالة عصيان. وقد أقنع هذا التصرف أكثر الوفود باستحالة التوصل إلى حل سلمي لهذه المشكلات مع بريطانيا. وفي 4 يوليو 1776م تبنى الكونجرس إعلان الاستقلال. وكان هذا بمثابة إعلان ميلاد الولايات المتحدة الأمريكية، وأعقب ذلك أن أعلنت كل مستعمرة من المستعمرات الثلاث عشرة السابقة نفسها ولاية، وتوحدت هذه الولايات تحت حكومة مركزية ضعيفة.

## استمرار الحرب
بعد إعلان الاستقلال، كان على الأمريكيين أن يحافظوا عليه بالقوة، وكانت تلك مهمة صعبة، إذ أن كثيرًا من الأمريكيين لم يشغلوا أنفسهم بالحرب، وظلوا محايدين وكان المتعاطفون مع بريطانيا والثوار يؤلفون نحو سدس المستعمرين. ودارت بين البريطانين والثوريين عدة معارك. كانت إستراتيجية البريطانيين تهدف إلى القضاء على الثوار في الشمال.
بعد إخلاء بوسطن مباشرة في مارس 1776م، خطط الجنرال هاو للعودة إلى المستعمرات الأمريكية ونزل في جزيرة ستاتن في ميناء نيويورك وتبعه رجال كلينتون وأفواج الهيسيين. وكان هاو يقود 45 ألف جندي وملاح مدرب، يقابلهم من الأمريكيين 20 ألف مقاتل قليلو الخبرة والعتاد. وكان واشنطن قد نقل جنوده إلى نيويورك على إثر انسحاب البريطانيين من بوسطن، وقام الأمريكيون بتحصين مرتفعات بروكلين في الطرف الغربي من لونج أيلاند. وعندها نزلت القوات البريطانية هناك وأحاطت بالأمريكيين من الجهة الأمامية وبدأت المعركة. غير أن بطء هاو في التحرك أثناء الهجوم الثاني قد مكن الأمريكيين من سحب البقية الباقية من جنودهم. واستطاع البريطانيون أن يخرجوا الأمريكيين من نيويورك وظلت المدينة في أيديهم إلى أن انتهت الحرب.
كان جيش واشنطن على وشك الانهيار، ولم تستطع ميليشيات نيو جيرسي مساعدته. ومع ذلك فقد أضاع هاو فرصة تدمير الجيش القاري بتأجيل هجومه إلى موسم الربيع.
في إحدى الليالي الباردة التي صادفت 25 ديسمبر 1776م، استطاع واشنطن بعد أن عبر نهر ديلاوير أن يضرب مدينة ترنتون في هجوم مباغت مع جنوده البالغ عددهم 2,400 رجل، وأخذ من الهيسيين الذين كانوا يدافعون عن المدينة 900 أسير.
تقدم الجيش البريطاني في صيف عام 1777م من كندا نحو الجنوب بقيادة برجوين، وتقابل مع القوات الأمريكية في منطقة قريبة من نهر هدسن، وقد أنقذ حلول الظلام والجنود الهيسيون القوات البريطانية من هزيمة محققة في المعركة التي اشتهرت باسم معركة مزرعة فريمان الأولى. ولكن بيرجوين خسر معركة مزرعة فريمان الثانية وبدأ التراجع. وسرعان ما وجد نفسه وبشكل مفاجئ محاطًا بالقوات الأمريكية في ساراتوجا بقيادة الجنرال جيتس الذي كان يقود الجناح الشمالي للجيش القاري، واستولى الأمريكيون على كميات هائلة من الأسلحة وأخذوا ما يقارب ستة آلاف أسير.
ساعد الفرنسيون الأمريكيين سرًا في مجهودهم الحربي، وزودوهم بالقروض والأسلحة، غير أن الفرنسيين لم يكونوا يرغبون في التصريح بذلك علنًا قبل أن يحقق الأمريكيون نصرًا واضحًا خلال الحرب. وكان الانتصار الذي حققوه في ساراتوجا نقطة تحول في سير الحرب.
في سنة 1778م وقَّع الفرنسيون معاهدة تحالف مع الأمريكيين وزودوهم بالجنود والسفن الحربية، كما دخل الأسبان الحرب كحلفاء لفرنسا، ثم هولندا سنة 1780م. وبدخول فرنسا الحرب اضطرت بريطانيا إلى توزيع جيوشها في مواقع أخرى ضد فرنسا وبذلك لم يعد في وسعها تأمين قوة كافية لمحاربة الأمريكيين في الشمال.
قضى جيش واشنطن وعدد أفراده عشرة آلاف جندي، شتاء 1777-1778م في فالي فورج في بنسلفانيا، وكان بحاجة إلى ملابس وأغذية، وقد هلك ربعهم من سوء التغذية والإصابة بالأمراض، وترك الكثيرون منهم الجيش.

## معارك الجنوب
حصار يورك تاون حدث في أكتوبر عام 1781م، وقد كانت آخر معركة كبرى أثناء الثورة الأمريكية. وقد شرعت بريطانيا في إجراء محادثات بقصد السلام مع الأمريكيين بعد عدة أشهر من هزيمتها في يورك تاون.
غير البريطانيون خططهم الحربية بالتركيز على المستعمرات الجنوبية بدلاً من الهجوم على الشمال. وقد أصبح كلينتون قائدًا عامًا للقوات البريطانية في أمريكا الشمالية في مايو 1778. وفي هذه السنة، بدأت الحملة على الجنوب، وتمكنت القوات البريطانية في نهاية تلك السنة من السيطرة على جميع أنحاء ولاية جورجيا. وفي أوائل 1780، نزلت القوات البريطانية قرب تشارلستون في ساوث كارولينا ثم استسلمت قوات الجنرال بنيامين البالغ عددها 5,500 مقاتل يؤلفون مجموع القوات الأمريكية تقريبًا في الجنوب.
وعلى إثر ذلك كلف المؤتمر القاري الجنرال جيتس بطل ساراتوجا بتشكيل قوة جنوبية أخرى تحل محل القوة المستسلمة في تشارلستون. وقد تشكلت القوة على عجل من جنود تنقصهم الخبرة والتدريب وذهب بهم إلى كامدن، بساوث كارولينا، لمواجهة الحامية البريطانية هناك.
التقى الجيشان يوم 16 أغسطس 1780 بصورة غير متوقعة خارج كامدن، وبدأت المعركة، غير أن معظم أفراد الميليشيات فروا من المعركة دون أن يطلقوا رصاصة واحدة، واشترك الباقون في المعركة فكانت إصاباتهم فادحة وأجبروا على التراجع. وهكذا تغلبت القوات البريطانية على جيش أمريكي آخر.
وقد تلقى الأمريكيون ضربة أخرى حين اكتشفوا أن أحد قوادهم وهو الجنرال أرنولد الذي كان يقود حامية، قد انضم إلى البريطانيين في وست بوينت بنيويورك، وتمكنوا في الوقت المناسب من الحيلولة دون تسليمه القاعدة للبريطانيين.

## نهاية الحرب
وصلت فرقة فرنسية قوامها 5,500 جندي بقيادة روشامبو إلى أمريكا في يوليو 1780. وكان الأمريكيون يأملون في إخراج البريطانيين من نيويورك بمساعدة الفرنسيين. وفي نهاية سبتمبر 1781م حاصرت قوة مشتركة من الطرفين القوات البريطانية بقيادة كورنواليس في يوركتاون وأجبرتها على الاستسلام، وبلغ عدد الأسرى أكثر من ثمانية آلاف وهم يشكلون أكثر من ربع القوات البريطانية في أمريكا الشمالية. وكانت معركة يوركتاون آخر معركة كبيرة خلال الحرب. وخشية أن تؤدي مواصلة المعارك إلى فقدان مناطق أخرى، فقد لجأ البريطانيون إلى محادثات السلام مع الأمريكيين منذ عام 1782م.

## معاهدة باريس
تم توقيع معاهدة باريس في 3 سبتمبر 1783م، اعترفت بريطانيا بموجبها باستقلال الولايات المتحدة، وانسحب آخر الجنود البريطانيين من نيويورك في نوفمبر 1783م.

## النتائج
بلغ مجموع القتلى من الجانب الأمريكي 25 ألفًا وحوالي 1,400 مفقود، وخسائر الجانب البريطاني 10 آلاف رجل، هذا فضلاً عن الأضرار الاقتصادية التي أصابت الطرفين، وأوشكت بريطانيا على الإفلاس التام، لكنها عوضت بعض الخسائر المالية بالضرائب التي فرضتها على تجارتها التي ازدهرت مع الدولة الجديدة.
كذلك تضررت اقتصاديات فرنسا كثيرًا، وكانت على وشك الإفلاس في سنة 1788م. وتعد هذه المشكلات المالية ذات أثر كبير في اندلاع الثورة الفرنسية سنة 1789م.